# Pelle Dragsted
Pelle Dragsted (født 13. april 1975) er en dansk venstrefløjspolitiker og politisk ordfører for Enhedslisten.
Han var medlem af Folketinget for Enhedslisten i årene 2015-2019 og igen efter valget i 2022, begge gange valgt ind i Københavns Storkreds. I den første perioden fungerede han som partiet finans- og økonomiordfører, hvor han hurtigt blev anerkendt på tværs af de politiske fløje for sin viden om økonomi. Bl.a. vandt han to år i træk fondsbørsens aktie- og investeringsspil over modstandere fra de blå partier.
I 2022 blev han igen valgt i Folketinget denne gang med 14.129 personlige stemmer, det højeste antal personlige stemmer blandt partiets kandidater.
Ved kommunalvalget i 2021 blev han indvalgt i kommunalbestyrelsen på Frederiksberg. Resultatet medførte, at Enhedslisten sammen med Socialdemokratiet, Radikale Venstre og Socialistisk Folkeparti kunne vælte Det Konservative Folkepartis 112 år lange styre på Frederiksberg.
I 2021 udgav han bogen Nordisk Socialisme, der høstede stor anmelderros. Bogen indbragte ham desuden N.F.S. Grundtvigs Pris for hans insisteren på lighed mellem mennesker. Bogen er siden oversat til flere sprog.
Dragsted er bachelor i historie og spansk ved Københavns Universitet med efteruddannelse inden for retorik og kommunikation ved Aarhus Universitet. Desuden er han tidligere pædagogmedhjælper, arbejdsmand og politisk rådgiver.
Den 22. august 2023 blev han valgt som politisk ordfører for Enhedslisten af en enig folketingsgruppe.

## Medlem af Folketinget
Pelle Dragsted blev første gang valgt til Folketinget for Enhedslisten ved folketingsvalget i 2015.
I sine fire år i Folketinget nåede han at fungere som både finansordfører, erhvervsordfører, ordfører for grøn omstilling, demokratiordfører samt kirkeordfører, hvor han hurtigt blev anerkendt på tværs af de politiske fløje for sin viden om særligt økonomi.
Som folketingsmedlem gjorde han sig især bemærket på politiske dagsordner som bedre kontrol med banker og finanssektoren, kampen for flere almennyttige billige boliger og lejernes rettigheder imod boligspekulanter som kapitalfonden BlackStone, bedre vilkår for små selvstændige virksomheder, mere demokratisk medarbejderindflydelse, behovet for klimahandling og den generelle økonomiske debat.
Han stod i 2018 bag rapporten ”Den politisk regnemaskine”, der på baggrund af grundig research kritiserede Finansministeriets regnemodeller for politisk bias til fordel for højreorienteret økonomisk politik. Rapporten førte til at regnemodellerne blev sat på den politiske dagsorden og der i kølvandet på rapporten blev taget initiativ til at ændre på og gøre regnemodeller mere gennemsigtige.   
I 2016 og 2017 deltog Pelle Dragsted i fondsbørsens aktie- og investeringsspil. Han vandt begge år over modstandere fra de blå partier og blev kåret som vinder to år i træk. Prisen for at vinde aktiespillet var at Pelle Dragsteds portræt blev vist på Nasdaqs store reklamevæg på Times Square i New York City.
Op til folketingsvalget i 2019 udnævnte Joachim B. Olsen fra Liberal Alliances Pelle Dragsted som sin ”bedste politiske modstander” Han udtalte i den forbindelse bl.a. “Jeg har [..] stor respekt for ham som politiker og betragter ham som en god kollega. Pelle går altid til stålet og er en passioneret politiker, der virkelig brænder for sin sag. Han er samtidig kvik i pæren og altid godt inde i stoffet”   
I 2019 stillede Dragsted op som forbrugerrepræsentant i bestyrelsen i el-selskab Radius (det tidligere DONG Energy Eldistribution), der forsyner en million sjællandske el-kunder. Han gik til valg på at forhindre at Radius blev solgt til en udenlandsk kapitalfond. Han blev valgt med det højeste stemmetal og lykkedes senere med at sikre, at selskabet ikke blev overtaget af en kapitalfond. I stedet blev Radius en del af andelsselskabet Seas-NVE (senere Andel).
Ved Folketingsvalget 5. juni 2019 kunne Pelle Dragsted ikke genopstille til folketinget, da han blev udroteret som del af Enhedslisten rotationsordning, idet hans periode som ansat talte med i rotationsperioden.
Ved folketingsvalget i 2022 stillede Pelle Dragsted igen op til Folketinget for Enhedslisten i Københavns Storkreds. Her opnåede han med 14.129 stemmer det højeste antal personlige stemmer for Enhedslisten. Da partiet forbyder dobbeltmandater, udtrådte han samtidig af kommunalbestyrelsen på Frederiksberg.
Han vandt i 2022 Altingets Ting-Pris, som årets politiske kommunikatør. Altingets chefredaktør, Jacob Nielsen begrundede prisen med følgende:
"Dragsted har formået at omsætte Enhedslistens politiske tankegods til en moderne fortælling. Han har gjort sig det besvær at udgive en bog, Nordisk Socialisme, om sin politiske tænkning, som ikke blot opremser kendte standpunkter, men derimod gentænker partiets position”
De andre nominerede til prisen det år var SF's Jacob Mark og Alternativets Franciska Rosenkilde.

## Medlem af Frederiksberg kommunalbestyrelse
Pelle Dragsted blev ved kommunalvalget i 2021 indvalgt i kommunalbestyrelsen på Frederiksberg for Enhedslisten. Han fik med over 4.000 stemmer kommunens næsthøjeste stemmetal. Resultatet medførte, at Enhedslisten sammen med Socialdemokratiet, Radikale Venstre og Socialistisk Folkeparti kunne vælte Det Konservative Folkepartis 112 år lange styre på Frederiksberg.
Efter konstitueringen blev Dragsted formand for klima-, plan- og boligudvalget. Han indtrådte samtidig i Frederiksberg boligfond, hvor han var med til at redde fonden fra en konkurs der truede som konsekvens af dårlig administration i 00’erne, og fremtidssikre fonden som leverandør af billige boliger på Frederiksberg.

## Politisk ordfører for Enhedslisten
Pelle Dragsted blev i sommeren 2023 valgt til politisk ordfører for Enhedslisten som afløser for Mai Villadsen, der fratrådte grundet barsel.

## Debattør og forfatter
Pele Dragsted er kendt samfundsdebattør, der har skrevet faste klummer i både Berlingske, Altinget og Dagbladet Information. 
Som samfundsdebattør nåede Dragsted noget nær et internationalt gennembrud, da han i 2021, den 1. maj på arbejdernes internationale kampdag, udgav debatbogen Nordisk Socialisme - På vej mod en demokratisk økonomi. Bogen indbragte ham N.F.S. Grundtvigs Pris fra selskabet Grundtvigsk Forum med begrundelse i hans insisteren på lighed mellem mennesker.
Bogen fik gode anmeldelser, blev en bestseller og nåede i 2022 sit 7. oplag. Bogen er blevet oversat til flere sprog bl.a. finsk og svensk.  
Dragsteds grundholdning til økonomisk politik handler især om, at gøre samfundsøkonomien mere demokratisk indrettet. Dragsted mener ikke, at det kan være rigtigt, at verdens rigdomme i højere og højere grad samles på færre og færre menneskers hænder. I tråd med denne tanke fremfører venstrefløjspolitikeren den holdning, at ”man er nødt til at tage fat på spørgsmålet om ejerskab, overskud og magten til at bestemme over investeringerne,” da det for ham er her ”nøglen til at sikre en tryg fremtid for den brede befolkning ligger.” For Dragsted handler det om at ”redde økonomien fra kapitalismen” for på den måde, at ”øge ligheden og den sociale tryghed.” På denne måde mener han, at der skal udvikles en ”moderne demokratisk socialistisk økonomi, der kombinerer frihed og virkelyst med demokratisk indflydelse på økonomien og investeringerne, og deling af det overskud som vi alle sammen er med til at skabe med vores arbejde.”

## Liv og karriere
Pelle Dragsted var allerede som helt ung meget politisk aktiv, først i en kortere periode i Danmarks Kommunistiske Ungdom og siden Antifascistisk Aktion. Senere blev han aktiv i Kirkeasyl i Brorsons Kirke på Nørrebro og medlem af Enhedslisten.
Dragsted er tidligere pædagogmedhjælper, arbejdsmand og har haft andre ufaglærte jobs. Han har en bachelor i historie og spansk, er efteruddannet indenfor retorik og kommunikation. Inden for politik har Dragsted blandt andet arbejdet som presse- og strategisk rådgiver for Enhedslistens folketingsgruppe, før han ved folketingsvalget i 2015 blev valgt ind i Folketinget. Her fungerede han bl.a. som Johanne Schmidt-Nielsens nærmeste rådgiver og tilskrives en central rolle i moderniseringen af Enhedslisten, der resulterede i partiet store parlamentariske gennembrud ved valget i 2011. Han spillede også en central rolle i tilblivelsen af partiets nye principprogram, hvor det bliver slået fast, at ”Enhedslisten står vagt om de personlige frihedsrettigheder og demokratiet. Vores kamp er en kamp for udvidelse af demokratiet for alle borgere. Det betyder, at de grundlæggende demokratiske frihedsrettigheder er ukrænkelige i alle situationer – både på vej mod et socialistisk samfund og i et socialistisk samfund." 
På grund af kriminel aktivisme er Dragsted flere gange blevet dømt for at bryde loven, blandt andet i 1998 for hærværk mod Sandholmlejren da en gruppe væltede et stykke af det plankeværk som omkransede flygtningelejren, som symbolsk protest imod indespærringen af flygtninge og asylsøgere i Danmark. Året efter, i 1999, var han med en gruppe, som blev påkørt af den danske nazist-leder Jonni Hansen, imens de var i færd med at save hans plankeværk ned med en motorsav.
Dragsted har siden taget skarp afstand fra vold, og sin fortid, i en række interviews  , og har udtalt, at han ikke lægger skjul på sin fortid, men har ændret holdning, siden han i 1992 blev medlem af Antifascistisk Aktion.
| Citat                                         | Jeg tager klart afstand fra brugen af vold og den slags midler. Det hører ikke hjemme i Danmark. Jeg har aldrig forsøgt at skjule, hvad jeg mente dengang, hvad jeg mener i dag – og hvorfor jeg har valgt at fortsætte mit politiske arbejde i Enhedslisten. Det må være det afgørende. | Citat |
| Pelle Dragsted, Information, 15. februar 2013 | |       |

| Citat                                  | I dag ved jeg, at vold aldrig er en løsning. Jeg vil næsten sige, at jeg er blevet demokrati-fundamentalist. Visse dele af venstrefløjen har historisk set haft en tendens til at sige: ”Vi går ind for frihedsrettigheder, men…” Jeg har lært, at der ikke er noget ’men’. Af samme grund vil jeg i dag forsvare alles ret til at ytre sig, uanset hvor uenig jeg måtte være i deres synspunkter. | Citat |
| Pelle Dragsted, Euroman, 22. juli 2019 | |       |

Dragsted bor med sin familie på Frederiksberg i kollektiv.
Han har sin parlamentariske karriere også været udnævnt til statsrevisor i perioden april-juni 2021.